# Гидросульфаты

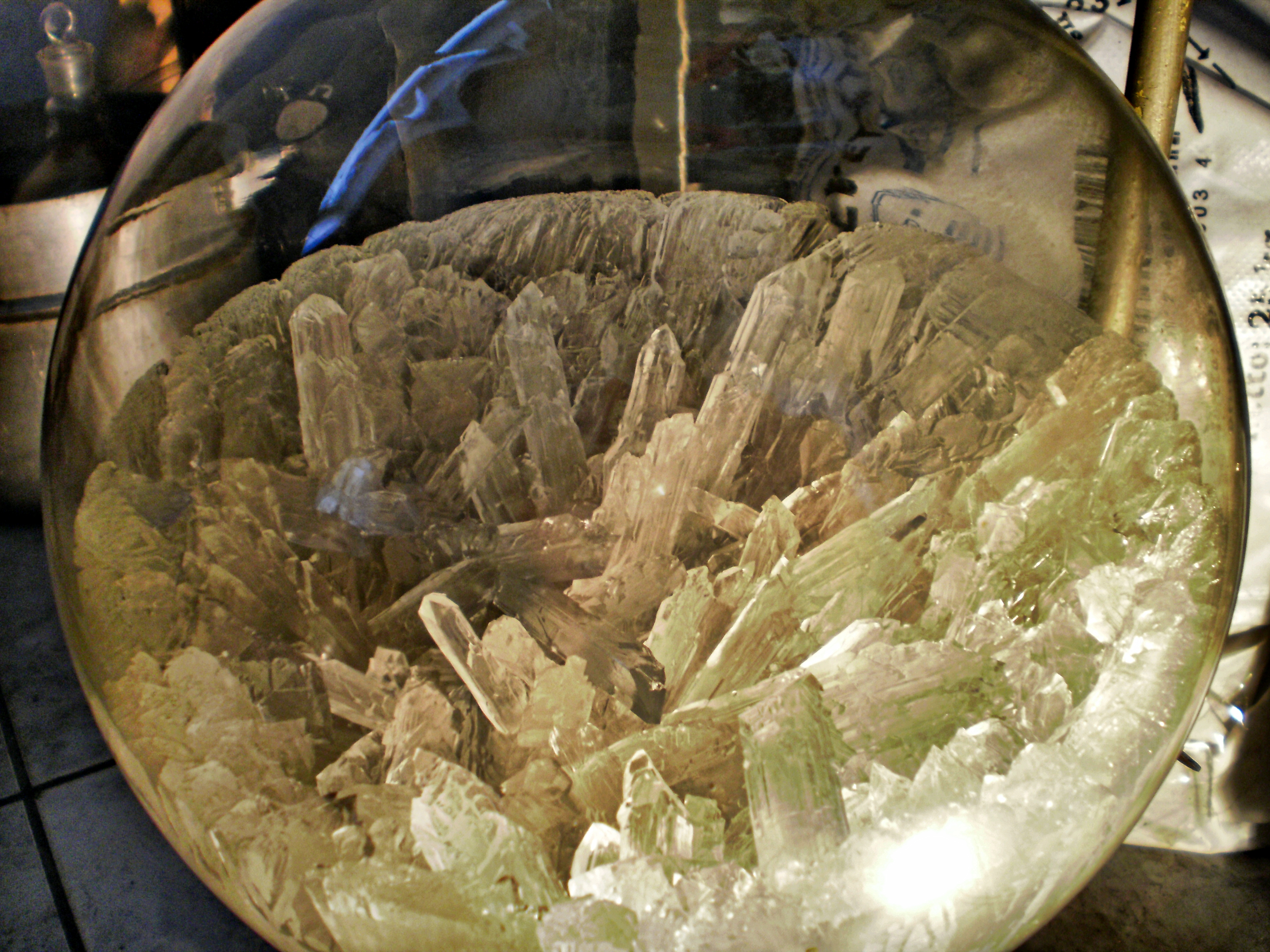
Кристаллы кислого сульфата калия на дне колбы, в которой получали концентрированную азотную кислоту из калийной селитры и концентрированной серной кислоты

Гидросульфаты, бисульфаты — кислые соли серной кислоты H2SO4, например NaHSO4.

## Получение
- Гидросульфаты получают при избытке серной кислоты:

Na2CO3 + H2SO4(изб.)= 2NaHSO4 + H2O + CO2↑
- Также умеренным нагреванием сульфатов с серной кислотой:

K2SO4 + H2SO4 = 2KHSO4

## Свойства
Гидросульфаты калия и натрия при нагревании теряют воду, превращаясь в пиросульфаты:
2KHSO4 = K2S2O7 + H2O
В свою очередь пиросульфаты тоже при нагревании разлагаются:
K2S2O7 = K2SO4 + SO3↑

## Применение
Как флюс в цветной металлургии, реагенты для перевода труднорастворимых окислов в растворимые сульфаты.